# 이토 마코토 (경제학자)

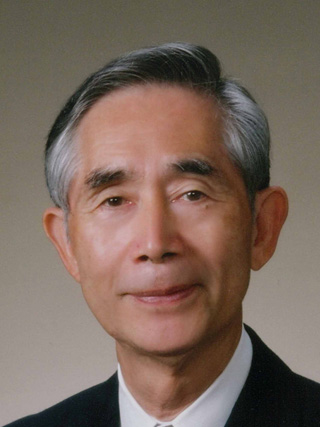

이토 마코토(伊藤誠, 1936년 4월 20일 ~ 2023년 2월 7일)는 카를 마르크스의 가치 (경제) 이론에 대한 가장 중요한 학자 중 한 명으로 국제적으로 평가받는 일본의 경제학자이다. 그는 도쿄 고쿠가쿠인 대학에서 가르쳤고, 도쿄 대학 명예 교수를 역임했다.
이토는 우노 고조가 설립한 경제사상학파에 속해 있으며 사이언스 앤 소사이어티(Science & Society), 먼슬리 리뷰(Monthly Review), 캐피탈 앤 클래스(Capital & Class), 뉴 레프트 리뷰(New Left Review), 암포(Ampo) 등 영문 저널에 폭넓게 글을 기고한 몇 안 되는 일본 마르크스주의 경제학자 중 한 명이다. 그는 24권의 책을 출판했는데, 그 중 6권은 영어로, 5권은 중국어로 번역 출판되었다.
이토는 2023년 2월 7일 86세의 나이로 심장마비로 사망했다.